# 付加反応

エチレンへの塩素の付加

付加反応（ふかはんのう、英語: Addition reaction）とは多重結合が解裂し、それぞれの端が別の原子団と新たな単結合を生成する反応である。
大きく分けて、アルケンのブロモ化を代表とする求電子付加反応(AdE)と、カルボニルとグリニャール試薬との反応を代表とする求核付加反応(AdN)に区分されるが、この他に非極性付加反応のラジカル付加がある。
炭素化合物では三重結合で最も起きやすく、二重結合がそれに次ぐ。これは三重結合の結合エンタルピーが小さいためである。
付加反応の生成物は 付加体 と呼ばれる。

## 求電子付加反応
反応機構的には二重結合（ないしは三重結合）のπ電子にカチオン種が付加し、次いで生成したカルボカチオン(C+)をアニオン種が攻撃して付加反応が終結する。生成物の立体化学的考察より、多くの場合、二重結合平面に対してカチオン種とアニオン種がトランス方向(anti-periplaner方向)から付加することが確認されており、遷移状態は非古典式カルボカチオン(non-classical catbocation)を経由していると考えられている。また反応によっては古典式カルボカチオン(classical catbocation)を経由している場合もある。
求電子的付加反応の生成する異性体に関して、マルコフニコフ則とザイツェフ-ワグナー則が知られている。両者とも実験からの経験則で、次に示す。
- マルコフニコフ則："HX付加の場合、置換基の多い側にXが付加する"
- ザイツェフ-ワグナー則："両炭素の置換基数が同等のオレフィンへのHX付加の場合、XはCH3-基が置換している方、あるいは末端に近いほうの炭素に付加する"

これらの法則は、遷移状態のカルボカチオンのうち、置換基のI効果によりδ+の電荷が安定化されるほうにX-が攻撃するためであると理解されている。カルボカチオンの安定化は芳香環による共鳴、水素原子による超共役によっても引き起こされる。
| 付加試薬 | 付加される化合物 | 生成物            |
| -------- | ---------------- | ----------------- |
| H3O+     | R2C=CR2          | R2C(H)-(HO)CR2    |
| H2SO4    | R2C=CR2          | R2C(H)-(OSO3H)CR2 |
| X2       | R2C=CR2          | R2C(X)-(X)CR2     |
| X2, H3O+ | R2C=CR2          | R2C(X)-(HO)CR2    |
| HX       | R2C=CR2          | R2C(X)-(H)CR2     |
| NOCl     | R2C=CR2          | R2(NO)-(Cl)CR2    |

## 求核付加反応
有機電子論的にはカルボニルは電子の「立ち上がり」の寄与があるため、Cがδ＋、Oがδ－であると考えられる。それに対して有機金属試薬が攻撃すると、アルキルカルボアニオン種がCへ、金属カチオン種がOに付加する（最終的に金属カチオン種はプロトンと置換されて-OHとなる）。
| 付加試薬         | 付加される化合物 | 生成物             |
| ---------------- | ---------------- | ------------------ |
| グリニャール試薬 | R2C=O            | R2C(-OMg)-アルキル |
| OH-, H2O         | R2C=O            | R2C(-OH)2          |
| OH-, H2O         | RC≡N             | RCOO-              |
| H2S              | RC≡N             | R<C(=S)NH2         |
| CN-, ROH         | R2C=O            | R2C(-OH)-CN        |